# Nesolestes martini
Nesolestes martini – gatunek ważki z rodziny Argiolestidae.
Owad ten jest endemitem Madagaskaru występującym we wschodniej części wyspy.